# Pelexia loefgrenii
Pelexia loefgrenii är en orkidéart som först beskrevs av Otto Porsch, och fick sitt nu gällande namn av Rudolf Schlechter. Pelexia loefgrenii ingår i släktet Pelexia och familjen orkidéer. Inga underarter finns listade i Catalogue of Life.